# Avezzano
Avezzano és un municipi italià, situat a la regió dels Abruços i a la província de L'Aquila. L'any 2006 tenia 40.110 habitants.